# Urszula Świderska-Włodarczyk
Urszula Świderska-Włodarczyk (ur. w 1958 w  Brzesku) – polska historyczka specjalizująca się w historii nowożytnej; nauczycielka akademicka związana z Uniwersytetem Zielonogórskim.

## Życiorys
Ukończyła studia na kierunku historia na Uniwersytecie im. Adama Mickiewicza w Poznaniu, zdobywając tytuł zawodowy magistra. Tam też (1993) uzyskała stopień naukowy doktor nauk humanistycznych w zakresie historii na podstawie pracy pt. Kultura rycerska w Polsce w XV wieku. W 1994 została zatrudniona na stanowisku adiunktki w Zakładzie Historii Średniowiecza Instytutu Historii WSP w Zielonej Górze (od 2001 Uniwersytetu Zielonogórskiego), zostając po latach jego kierowniczką. W 2004 Rada Wydziału Humanistycznego Uniwersytetu Zielonogórskiego nadała jej stopień naukowy doktor habilitowanej nauk humanistycznych w zakresie historii. Niedługo potem otrzymała stanowisko profesor nadzwyczajnej. W 2024 otrzymała tytuł profesora nauk humanistycznych.

## Dorobek naukowy
Jej zainteresowania naukowe koncentrują się wokół problematyki związanej z kulturą rycerską i szlachecką w Polsce przełomu średniowiecza i czasów nowożytnych, mentalnością średniowiecznego rycerstwa oraz nowożytnej szlachty, a także wzorcami osobowymi, jak i również normami postępowania w średniowieczu i okresie wczesnonowożytnym. Obok wielu artykułów, do jej najważniejszych prac należą:
- Szlachta polska wobec Boga i ojczyzny, Poznań 2001.
- Kultura rycerska w średniowiecznej Polsce, Zielona Góra 2001.
- Mentalność szlachty polskiej w XV i XVI wieku, Poznań 2003
- Homo nobilis. Wzorzec szlachcica w Rzeczypospolitej XVI i XVII wieku, Warszawa 2017.
- Autorytety parlamentarne, Wzorce i wzory osobowe w Rzeczypospolitej XVI i XVII wieku, Warszawa 2017.
- Homo militans. Rycerskie wzory i wzorce osobowe w średniowiecznej Polsce, Warszawa 2018.